# لسرافیم
لِسِرافیم (به انگلیسی: Le Sserafim) گروه دخترانهٔ اهل کرهٔ جنوبی است که توسط سورس میوزیک و هایب کورپوریشن شکل گرفت. این گروه شامل پنج عضو است: ساکورا، کیم چه وون، هو یون جین، کازوها و هونگ اون چه. لسرافیم در ابتدای فعالیت، شش نفره بود و کیم گارام در ۲۰ ژوئیهٔ ۲۰۲۲، پس از اتهامات و لغو قرارداد خود گروه را ترک کرد. گروه در ۲ مهٔ ۲۰۲۲، با انتشار آلبوم چندآهنگهٔ بی‌باک شروع به کار کرد.

## نام
نام گروه، یعنی Le Sserafim، (به کره ای: 르세라핌) بر گرفته از عبارت "I'm Fearless" است. همچنین به موجودات بهشتی شش بال یعنی سرافیم (به یونانی: σεραφείμ) هم اشاره دارد.

## تاریخچه
در ۱۳ آوریل ۲۰۲۲، سورس میوزیک اعلام کرد که لسرافیم در ۲ مه، نخستین آلبوم چندآهنگهٔ خود را با عنوان بی‌باک منتشر خواهد کرد.
در ۱۷ اکتبر ۲۰۲۲، گروه دومین آلبوم چندآهنگهٔ خود، ضدشکننده را منتشر کرد. این نخستین اثر گروه با پنج عضو به‌دنبال خروج گارام بود.

## اعضا

### کنونی
- ساکورا (کره‌ای: 사쿠라)رپر ، دنسر و ووکالیست
- کیم چه وون (کره‌ای: 김채원) – لیدر[۹]ووکالیست و دنسر
- هو یون جین (کره‌ای: 허윤진)ووکالیست و دنسر
- کازوها (کره‌ای: 카즈하)ووکالیست ،دنسر و رپر 0
- هونگ اون چه (کره‌ای: 홍은채)ووکالیست دنسر و مکنه

### پیشین
- کیم گا رام (کره‌ای: 김가람) (۲۰۲۲)